# Adguri
Adguri (nep. अडगुरी) – gaun wikas samiti w zachodniej części Nepalu w strefie Lumbini w dystrykcie Arghakhanchi. Według nepalskiego spisu powszechnego z 2011 roku liczył on 935 gospodarstw domowych i 3871 mieszkańców (2291 kobiet i 1580 mężczyzn).